# الجلة (بلاد الروس)

تعديل مصدري - تعديل

الجلة هي إحدى قرى عزلة ربع اولاد حسن بمديرية بلاد الروس التابعة لمحافظة صنعاء، بلغ تعداد سكانها 756 نسمة حسب تعداد اليمن لعام 2004.